# 안드라 (가수)

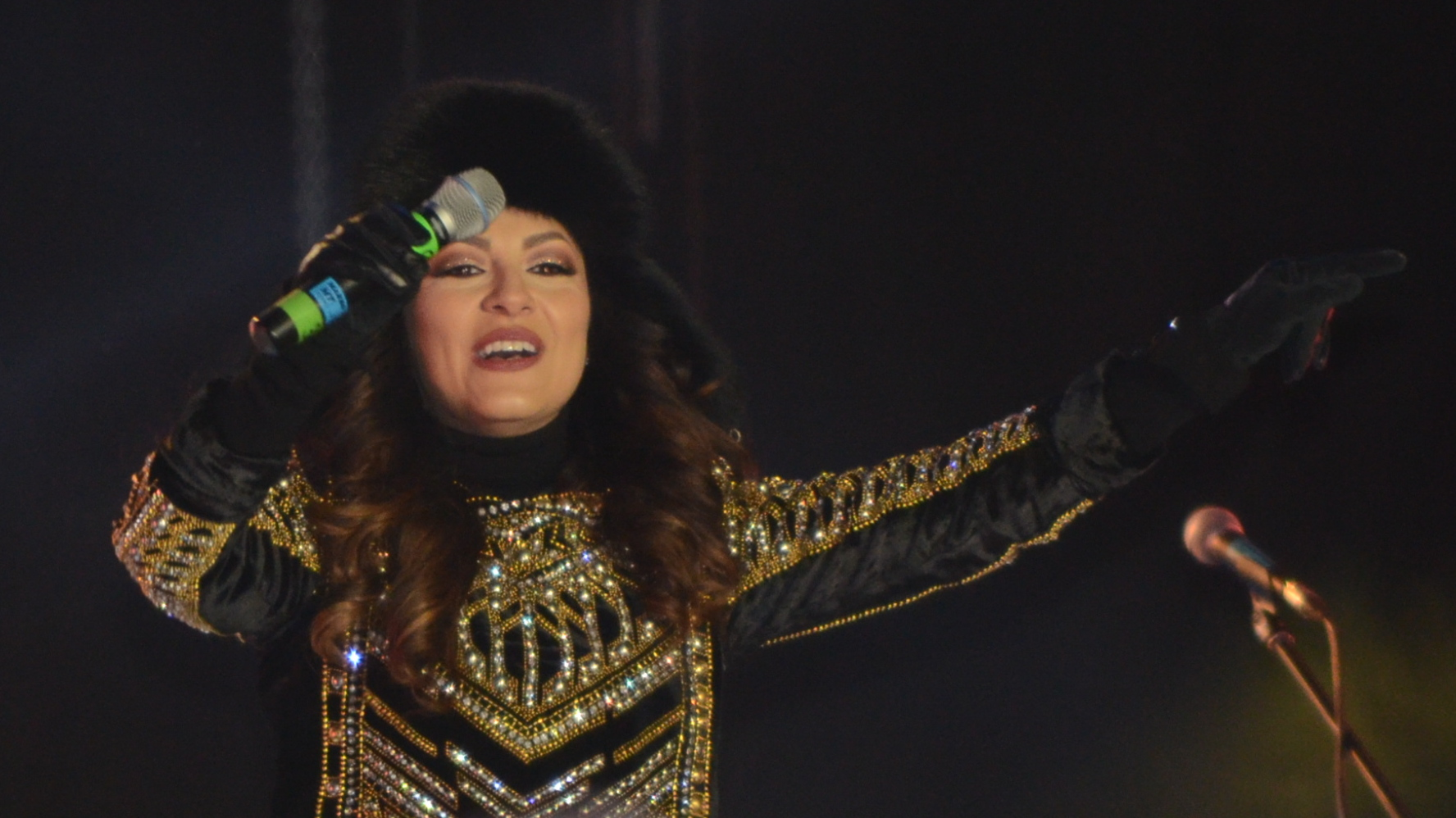
2015년 12월

안드라(Andra, 1986년 8월 23일~ )는 루마니아의 가수이다.

## 대표곡
- Sudamericana, Love Can Save It All, Why